# Collegio elettorale di Carrara (Camera dei deputati)
Il collegio di Carrara fu un collegio elettorale uninominale della Repubblica Italiana per l'elezione della Camera dei deputati. Apparteneva alla circoscrizione Toscana e fu utilizzato per eleggere un deputato nella XII, XIII e XIV legislatura.
Venne istituito nel 1993 con la cosiddetta Legge Mattarella (Legge n. 277, Nuove norme per l'elezione della Camera dei deputati), attuata in seguito al referendum abrogativo del 1993. La legge istituì per la Camera dei deputati e per il Senato della Repubblica un sistema di elezione misto, in parte maggioritario e in parte proporzionale. Il 75% dei parlamentari dell'assemblea veniva eletto in collegi uninominali tramite sistema maggioritario a turno unico; il restante 25% alla Camera veniva eletto tramite sistema proporzionale con liste bloccate.
Il collegio venne abolito insieme a tutti gli altri che costituivano la Camera con la promulgazione della legge elettorale successiva, la cosiddetta Legge Calderoli. Questa prevedeva un sistema proporzionale con premio di maggioranza, che alla Camera veniva attribuito a livello nazionale.

## Territorio
Il collegio di Carrara era uno dei 29 collegi uninominali in cui era suddivisa la Toscana e, come previsto dal D.Lgs. del 20 dicembre 1993 n. 536, era interamente compreso nella provincia di Massa-Carrara e comprendeva i seguenti comuni: Aulla, Bagnone, Carrara, Casola in Lunigiana, Comano, Filattiera, Fivizzano, Fosdinovo, Licciana Nardi, Mulazzo, Podenzana, Pontremoli, Tresana, Villafranca in Lunigiana e Zeri.

## Eletti
| Elezione | Elezione | Deputato        | Partito            |
| -------- | -------- | --------------- | ------------------ |
|          | 1994     | Riccardo Canesi | Progressisti (FdV) |
|          | 1996     | Elio Veltri     | L'Ulivo (PDS)      |
|          | 2001     | Gloria Buffo    | L'Ulivo (DS)       |

## Dati elettorali

### XII legislatura

#### Risultati proporzionale
| Coalizioni        | Coalizioni                      | Liste                                 | Liste                              | Voti   | %     |
| ----------------- | ------------------------------- | ------------------------------------- | ---------------------------------- | ------ | ----- |
|                   | Progressisti                    |                                       | Partito Democratico della Sinistra | 18.827 | 21,49 |
|                   | Progressisti                    | Rifondazione Comunista                | 10.215                             | 11,65  |       |
|                   | Progressisti                    | Partito Socialista Italiano           | 3.040                              | 3,47   |       |
|                   | Progressisti                    | Federazione dei Verdi                 | 2.247                              | 2,56   |       |
|                   | Progressisti                    | Alleanza Democratica                  | 1.096                              | 1,25   |       |
|                   | Progressisti                    | Movimento per la Democrazia - La Rete | 939                                | 1,07   |       |
| Totale coalizione | Totale coalizione               | 36.364                                | 41,49                              |        |       |
|                   | Polo delle Libertà              |                                       | Forza Italia                       | 16.036 | 18,30 |
|                   | Polo delle Libertà              | Lega Nord                             | 3.704                              | 4,23   |       |
| Totale coalizione | Totale coalizione               | 19.740                                | 22,53                              |        |       |
|                   | Patto per l'Italia              |                                       | Partito Popolare Italiano          | 8.609  | 9,83  |
|                   | Patto per l'Italia              | Patto Segni                           | 4.251                              | 4,85   |       |
| Totale coalizione | Totale coalizione               | 12.860                                | 14,68                              |        |       |
|                   | Alleanza Nazionale              | Alleanza Nazionale                    | Alleanza Nazionale                 | 7.907  | 9,03  |
|                   | Socialdemocrazia per le Libertà | Socialdemocrazia per le Libertà       | Socialdemocrazia per le Libertà    | 7.378  | 8,42  |
|                   | Lista Pannella                  | Lista Pannella                        | Lista Pannella                     | 3.166  | 3,61  |
|                   | Insieme per lo Sviluppo         | Insieme per lo Sviluppo               | Insieme per lo Sviluppo            | 192    | 0,22  |
| Totale            | Totale                          | Totale                                | Totale                             | 87.607 |       |

#### Risultati uninominale
| Candidati | Candidati                 | Partiti                                                       | Voti   | %     |
| --------- | ------------------------- | ------------------------------------------------------------- | ------ | ----- |
|           | Riccardo Canesi ✔️ Eletto | Progressisti                                                  | 30 498 | 35,00 |
|           | Enrico Ferri              | Socialdemocrazia per le Libertà - Movimento Cristiano Europeo | 20 684 | 23,74 |
|           | Stefano Tomè              | Polo delle Libertà (FI - LN - CCD - UDC)                      | 16 846 | 19,33 |
|           | Elena Del Nero            | Alleanza Nazionale                                            | 6 733  | 7,73  |
|           | Franco Bedini             | Patto per l'Italia                                            | 6 508  | 7,47  |
|           | Paolo Baldini             | Patto per la Libertà                                          | 4 887  | 5,61  |
|           | Lorenzo Gestri            | Rinascita Socialista                                          | 975    | 1,12  |
| Totale    | Totale                    | Totale                                                        | 87 131 | 100   |

### XIII legislatura

#### Risultati proporzionale
| Coalizioni        | Coalizioni                         | Liste                                     | Liste                              | Voti   | %     |
| ----------------- | ---------------------------------- | ----------------------------------------- | ---------------------------------- | ------ | ----- |
|                   | Polo per le Libertà                |                                           | Forza Italia                       | 14.569 | 17,46 |
|                   | Polo per le Libertà                | Alleanza Nazionale                        | 12.615                             | 15,12  |       |
|                   | Polo per le Libertà                | CCD-CDU                                   | 4.904                              | 5,88   |       |
| Totale coalizione | Totale coalizione                  | 32.088                                    | 38,46                              |        |       |
|                   | L'Ulivo                            |                                           | Partito Democratico della Sinistra | 20.677 | 24,78 |
|                   | L'Ulivo                            | Popolari per Prodi (PPI-SVP-PRI-UD-Prodi) | 6.453                              | 7,73   |       |
|                   | L'Ulivo                            | Rinnovamento Italiano                     | 2.956                              | 3,54   |       |
|                   | L'Ulivo                            | Federazione dei Verdi                     | 1.603                              | 1,92   |       |
| Totale coalizione | Totale coalizione                  | 31.689                                    | 37,97                              |        |       |
|                   | Progressisti                       |                                           | Rifondazione Comunista             | 12.309 | 14,75 |
|                   | Lega Nord                          | Lega Nord                                 | Lega Nord                          | 3.379  | 4,05  |
|                   | Lista Pannella - Sgarbi            | Lista Pannella - Sgarbi                   | Lista Pannella - Sgarbi            | 1.609  | 1,93  |
|                   | Partito Socialista                 | Partito Socialista                        | Partito Socialista                 | 1.233  | 1,48  |
|                   | Movimento Sociale Fiamma Tricolore | Movimento Sociale Fiamma Tricolore        | Movimento Sociale Fiamma Tricolore | 696    | 0,83  |
|                   | Mani Pulite                        | Mani Pulite                               | Mani Pulite                        | 218    | 0,26  |
|                   | Movimento Autonomista Toscano      | Movimento Autonomista Toscano             | Movimento Autonomista Toscano      | 188    | 0,23  |
|                   | Partito Umanista                   | Partito Umanista                          | Partito Umanista                   | 36     | 0,04  |
| Totale            | Totale                             | Totale                                    | Totale                             | 83.445 |       |

#### Risultati uninominale
|                               | Elio Veltri ✔️ Eletto | L'Ulivo             | 44 758 | 54,44 |  |  |  |  |  |
|                               | Maurizio Lorenzoni    | Polo per le Libertà | 32 659 | 39,72 |  |  |  |  |  |
|                               | Giancarlo Pezzica     | Lega Nord           | 4 797  | 5,83  |  |  |  |  |  |
| Totale                        | Totale                | Totale              | 82 214 | 100   |  |  |  |  |  |
|                               |                       |                     |        |       |  |  |  |  |  |
| Fonte: Ministero dell'interno |                       |                     |        |       |  |  |  |  |  |

### XIV legislatura

#### Risultati proporzionale
| Coalizioni        | Coalizioni              | Liste                                 | Liste                   | Voti   | %     |
| ----------------- | ----------------------- | ------------------------------------- | ----------------------- | ------ | ----- |
|                   | Casa delle Libertà      |                                       | Forza Italia            | 22.412 | 27,03 |
|                   | Casa delle Libertà      | Alleanza Nazionale                    | 8.599                   | 10,37  |       |
|                   | Casa delle Libertà      | Nuovo PSI                             | 4.690                   | 5,66   |       |
|                   | Casa delle Libertà      | CCD-CDU                               | 1.752                   | 2,11   |       |
|                   | Casa delle Libertà      | Lega Nord                             | 939                     | 1,13   |       |
| Totale coalizione | Totale coalizione       | 38.392                                | 46,30                   |        |       |
|                   | L'Ulivo                 |                                       | Democratici di Sinistra | 17.531 | 21,14 |
|                   | L'Ulivo                 | La Margherita (Dem - PPI - RI- UDEUR) | 10.522                  | 12,69  |       |
|                   | L'Ulivo                 | Il Girasole (FdV - SDI)               | 2.587                   | 3,12   |       |
|                   | L'Ulivo                 | Comunisti Italiani                    | 1.833                   | 2,21   |       |
| Totale coalizione | Totale coalizione       | 32.473                                | 39,16                   |        |       |
|                   | Rifondazione Comunista  | Rifondazione Comunista                | Rifondazione Comunista  | 7.365  | 8,88  |
|                   | Lista Di Pietro         | Lista Di Pietro                       | Lista Di Pietro         | 2.319  | 2,80  |
|                   | Lista Pannella - Bonino | Lista Pannella - Bonino               | Lista Pannella - Bonino | 1.545  | 1,86  |
|                   | Democrazia Europea      | Democrazia Europea                    | Democrazia Europea      | 569    | 0,69  |
|                   | Comunismo               | Comunismo                             | Comunismo               | 176    | 0,21  |
|                   | Abolizione scorporo     | Abolizione scorporo                   | Abolizione scorporo     | 82     | 0,10  |
| Totale            | Totale                  | Totale                                | Totale                  | 82.921 |       |

#### Risultati uninominale
|                               | Gloria Buffo ✔️ Eletto | L'Ulivo            | 38 060 | 45,78 |  |  |  |  |  |
|                               | Enrico Ferri           | Casa delle Libertà | 33 264 | 40,01 |  |  |  |  |  |
|                               | Lucio Barani           | Nuovo PSI          | 9 663  | 11,62 |  |  |  |  |  |
|                               | Elio Veltri            | Lista Di Pietro    | 2 149  | 2,58  |  |  |  |  |  |
| Totale                        | Totale                 | Totale             | 83 136 | 100   |  |  |  |  |  |
|                               |                        |                    |        |       |  |  |  |  |  |
| Fonte: Ministero dell'interno |                        |                    |        |       |  |  |  |  |  |